# Exército do Sacro Império Romano-Germânico
O Exército do Sacro Império Romano-Germânico (em francês: Armée du Saint-Empire; em alemão: Reichsarmee, Reichsheer ou Reichsarmatur; em latim: Exercitus Imperii) foi criada em 1422 e chegou ao fim quando o Sacro Império Romano-Germânico foi dissolvido em 1806, como resultado das Guerras Napoleônicas.
O Exército do Império não era um exército permanente. Quando havia perigo, era reunido entre os elementos que o constituíam,  para conduzir uma campanha militar ou Reichsheerfahrt durante uma Guerra Imperial (Reichskrieg) ou uma Execução Imperial (Reichsexekution). Ele só poderia ser implantado com o consentimento da Dieta Imperial e não deve ser confundido com o Exército Imperial (Kaiserliche Armee) do Sacro Imperador Romano-Germânico.
Na prática, as diversas forças do Exército do Império muitas vezes tinham lealdades locais mais fortes do que ao Sacro Imperador Romano-Germânico.

## História

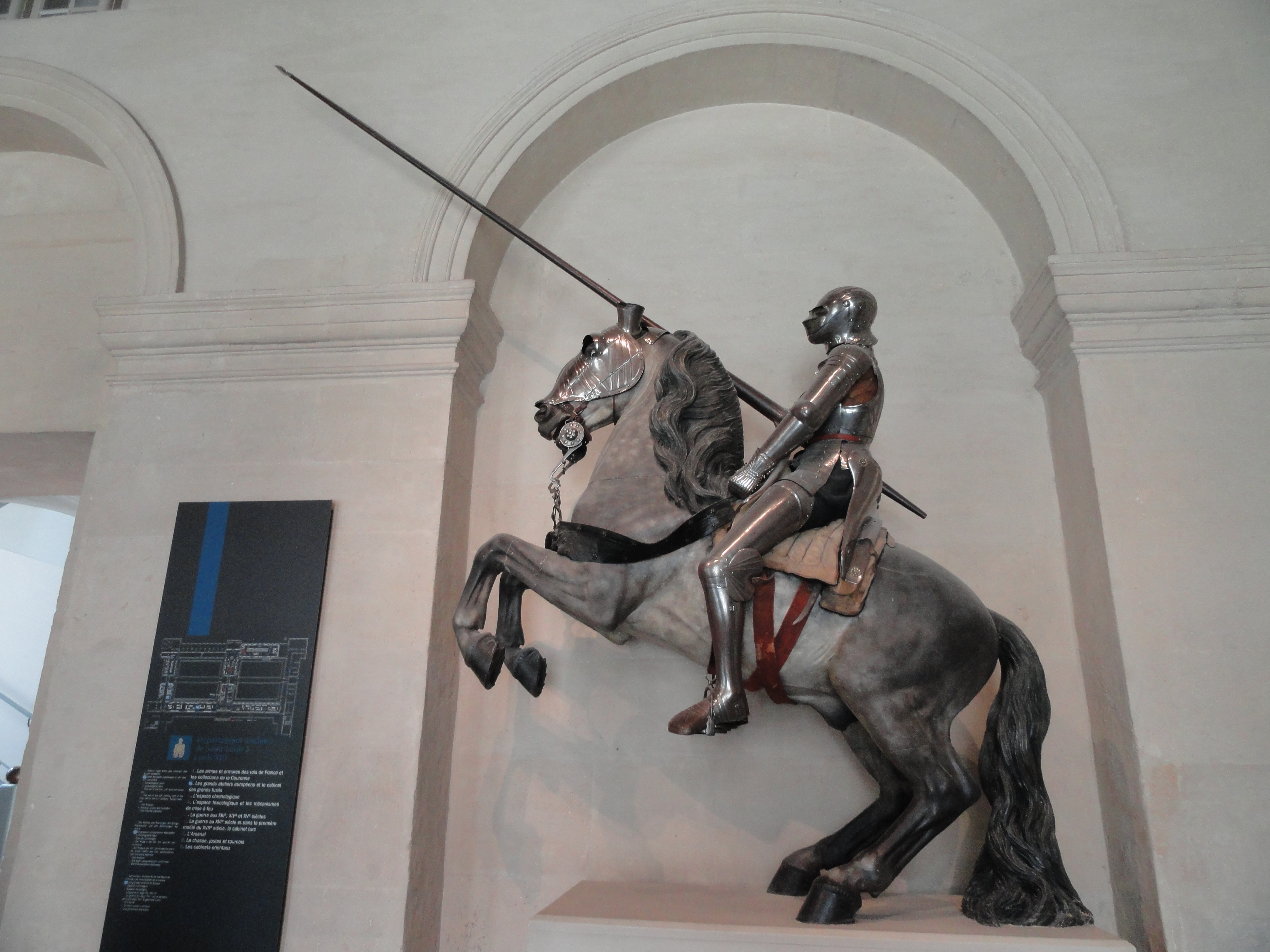
Armadura Maximiliana usada pelo exército do Sacro Império Romano-Germânico

Impulsionada pela ameaça representada pelos hussitas, a Dieta Imperial de 1422 realizada em Nuremberga criou o Exército do Império, exigindo contingentes específicos de tropas das várias partes do Império.  As Guerras Hussitas continuaram de 1420 a 1434, altura em que o exército já tinha provado o seu valor. Ao longo dos cem anos seguintes, o tamanho do Exército foi controlado pelo número de homens em serviço, que era estritamente regulado, ou por limites no dinheiro que o pagava. Na Dieta de Worms, em 1521, foi assumido o compromisso de manter a força em 20.063 soldados de infantaria e 4.202 de cavalaria. Mais tarde, isso foi simplificado para 20.000 e 4.000. O custo mensal de pagamento de um exército deste tamanho era conhecido como Mês Romano (Römermonat).  O Registro Imperial (Reichsmatrikel ou Heeresmatrikel) determinava as contribuições dos estados individuais que compunham o Império, sendo o primeiro o Registro de 1422. 
Ao contrário da crença popular, o Exército do Império não participou da Guerra dos Trinta Anos, de 1618 a 1648. O Imperador participou desta guerra com o Exército Imperial (Kaiserliche Armee). 
A Constituição do Exército do Império (Reichsdefensionalordnung) de 1681 determinou finalmente a composição do exército, fixando os contingentes a serem fornecidos pelos vários Círculos Imperiais. A força total simples (chamada em latim de Simplum) foi agora fixada em 40.000 homens, consistindo em 28.000 de infantaria e 12.000 de cavalaria, incluindo 2.000 dragões (isto é, infantaria montada). Em situações de emergência, o tamanho do exército poderia ser aumentado duplicando ou triplicando os contingentes.   Esses múltiplos eram chamados em latim de duplum e triplum. 
| Círculo Imperial                   | Cavalaria | Infantaria |
| ---------------------------------- | --------- | ---------- |
| Círculo Austríaco                  | 2.522     | 5.507      |
| Círculo da Borgonha                | 1.321     | 2.708      |
| Círculo Eleitoral do Reno          | 600       | 2.707      |
| Círculo da Francônia               | 980       | 1.902      |
| Círculo da Baviera                 | 800       | 1.494      |
| Círculo da Suábia                  | 1.321     | 2.707      |
| Círculo do Reno Superior           | 491       | 2.853      |
| Círculo do Reno Inferior-Vestfália | 1.321     | 2.708      |
| Círculo Superior da Saxônia        | 1.322     | 2.707      |
| Círculo Inferior da Saxônia        | 1.322     | 2.707      |
| Total                              | 12.000    | 28.000     |

Os números dos contingentes a serem fornecidos por cada Círculo Imperial foram pouco alterados até o fim do Império. Na prática, eles foram organizados em vários regimentos separados. Em alguns casos, foi fornecido dinheiro em vez de homens para cumprir essas obrigações militares com o Imperador. 

## Campanhas
Entre a década de 1590 e as Guerras Revolucionárias Francesas e Napoleônicas, o Exército lutou nas guerras que afetavam diretamente o Império, geralmente com unidades do Exército Imperial do Sacro Imperador Romano e outras forças territoriais locais. Não participou da Guerra dos Trinta Anos de 1618 a 1648. 
- Guerra Austro-Turca (1663–1664)
- Guerra Franco-Holandesa (1673–1679)
- Guerra dos Nove Anos (1688–1697)
- Guerra da Sucessão Espanhola (1701–1714)
- Guerra da Sucessão Polonesa (1734–1735)
- Guerra da Primeira Coalizão (1792–1797)
- Guerra da Segunda Coalizão (1798–1801)

## Fim
Em 1804, as forças imperiais originárias das terras do novo Imperador da Áustria, título criado naquele ano, tornaram-se o Exército Imperial e Real (Kaiserlich-königliche Armee), que foi derrotado pelos franceses nas batalhas de Ulm e Austerlitz em 1805.  Em 1806, os vitoriosos franceses organizaram grande parte do antigo império na Confederação do Reno, um agrupamento de estados clientes do Império Francês, com um exército federal comum. 